# В Сиреневой Сторожке
«В сиреневой сторожке» (англ. The Adventure of Wisteria Lodge) — один из пятидесяти шести рассказов Артура Конан Дойля о Шерлоке Холмсе.
Часть 1-я была озаглавлена «Необыкновенное происшествие с мистером Джоном Скотт-Экклсом» (The Singular Experience of Mr. John Scott Eccles), часть 2-я — «Тигр из Сан-Педро» (The Tiger of San Pedro). Входит в сборник рассказов «Его прощальный поклон». Первая публикация состоялась в августе 1908 года в «Collier's Weekly Magazine», затем в «The Strand Magazine», в сентябре-октябре 1908 года.

## Сюжет
Завязка сюжета начинается с визита к Шерлоку Холмсу Джона Скотта-Эклса, которого разыскивала полиция, чтобы допросить по факту убийства Алоисио Гарсиа, проживавшего в Сиреневой Сторожке. Вслед за Скотт-Эклсом появляются инспекторы Грегсон и Бэйнс.
Из рассказа Эклса выяснилось, что он накануне был у Гарсиа в гостях, но наутро не обнаружил ни хозяина, ни двух его слуг дома. В камине Гарсиа обнаружили записку, в которой неизвестная женщина приглашала его в какой-то дом. Холмс и Бэйнс повели два независимых расследования, итогом которого было раскрытие ими убийства. Преступником оказался некий Хуан Мурильо — бывший диктатор латиноамериканского государства Сан-Педро, по прозвищу «Тигр из Сан-Педро». Женщиной, пригласившей Гарсиа в дом бывшего деспота, оказалась гувернантка его детей.

## Интересные факты
Это единственный рассказ о Шерлоке Холмсе, в котором полицейский инспектор действительно ничем не уступает Холмсу. Холмс хвалит инспектора Бэйнса: «Вы далеко пойдёте в своей профессии. У вас есть чутьё и интуиция.»
Страны Сан-Педро не существует, хотя прототипом её образа угадывается Парагвай, а прототипом диктатора был либо Франциско Лопес (имевший исключительно негативный имидж в европейской и американской прессе; однако сам Лопес погиб в войне Тройного альянса и бежать в Англию не мог, тем более, что его независимая политика самодостаточности была противна британским политикам и коммерсантам), либо бывший аргентинский диктатор Росас, который после своего свержения действительно бежал в Англию, где прожил более 25 лет. По мнению А. Краснящих, имелся в виду бывший президент Колумбии Мануэль Мурильо, который впрочем, умер ещё в 1880 году.
Рассказ вдохновил на создание джазовой композиции Джона ла Барберу «The Tiger of San Pedro», которую исполнял джазовый тромбонист Билл Ватрус.

### Ошибка
Действие в рассказе происходит в конце марта 1892 года, а в это время Холмс числился пропавшим после стычки с профессором Мориарти в Швейцарии. Скорее всего, автор просто не обратил внимания на дату в его рассказе.
Впрочем, в рассказе «Подрядчик из Норвуда» автор относит «дело о бумагах бывшего президента Мурильо» к 1894 году.

## Экранизации
Рассказ был экранизирован дважды под названием «Wisteria Lodge»: в 1968 году с Питером Кушингом в роли Шерлока Холмса и в 1986 году, где главную роль исполнял Джереми Бретт. Адаптация Granada TV с Джереми Бреттом следовала оригинальной истории с несколькими исключениями. Там нет никаких упоминаний о реликвиях вуду в Сторожке, и именно Ватсон преследует повара, а не констебль. Кроме того, в конце «Тигр Сан-Педро» и его сообщник убиты не в мадридской гостинице, а, вместо этого, выжившими соотечественниками Гарсии в поезде, в то время как Мурильо бежит, чтобы спастись от Холмса и закона.

## Переводы на русский язык
Первый раз рассказ опубликован по-русски в 1907 году. Этот ранний перевод представляет в настоящее время преимущественно исторический интерес.
В 1966 году опубликован перевод Надежды Вольпиной в рамках "Библиотеки "Огонёк" в  восьмитомном издании сочинений Артура Конан Дойля. Переиздан в 1983 году.